# Turški Vrh
Turški Vrh (Duits: Türkenberg) is een plaats in Slovenië en maakt deel uit van de gemeente Zavrč in de NUTS-3-regio Podravska. De plaats telde 283 inwoners op 1 januari 2020.